# ليو واحد (عملة رومانية)
كانت عملة الليو الواحدة عملة من عملة الليو الرومانية. طرحت في عام 1870، وتداولت آخر مرة بين عام 1992 وعام 1996، عندما كانت العملة الأقل قيمة في البلاد. اعتبرت عملة متداولة لأسباب محاسبية، ولا تزال تُسك في مجموعات حتى فئة العملة في عام 2005.
بالإضافة إلى رومانيا، سكت العملة المعدنية في بلجيكا، النمسا، فرنسا، والمجر.

## تاريخ

### إمارة رومانيا
على الرغم من أن العملات الرومانية الأولى سكت في المملكة المتحدة في عام 1867، إلا أنه لم تُقدم عملة بقيمة ليو واحد حتى عام 1870. كانت العملة الأولى من فئة ليو تتكون من 83.5% فضة و16.5% نحاس، وبلغ قطرها 23 ملم ووزنها 5 غرام. يحمل الوجه الأمامي صورة كارول الأول ملك رومانيا متجهًا إلى اليسار مع نقش CAROL I DOMNUL ROMANIEI (كارول الأول أمير الرومانيين). كان الوجه الخلفي للعملة مماثلاً للعملات الرومانية الأخرى في ذلك الوقت، وكان يحمل اسم العملة وسنة سكها داخل إكليل من الغار والبلوط. أسفل الإكليل، حيث كانت علامات دار سك العملة البريطانية موجودة على العملات المعدنية السابقة، كان الحرف الأول من اسم "C"، وهو CJ Cândescu، مدير دار سك العملة في بوخارست. وكانت هناك أيضًا عملات معدنية تحمل علامة دار السك "B" نفسها. بدأ إنتاج عملة الليو الواحد في 24 فبراير 1870، وسك ما مجموعه 400000 عملة على مدار العام، بعضها في اتجاه العملة المعدنية وبعضها في اتجاه الميدالية.
قُدمت عملة ثانية بقيمة ليو واحد في عام 1873، مع الاحتفاظ بتكوين وأبعاد إصدار عام 1870. على الوجه الأمامي، استبدلت الصورة بشعار النبالة الكامل لإمارة رومانيا مع العام أدناه. وكان اسم النقش،STERN، وعلامة دار سك العملة للقديس مايكل من بروكسل على جانبي التاريخ. وعلى الجانب الآخر، قُصر الإكليل ليشمل اسم الدولة في أعلى العملة. كانت هناك عملات معدنية سكت في عام 1873 حيث كسر الحرف "L" في "LEU". سكت العملة في بروكسل، بلجيكا، في أعوام 1873، 1874، و1876 مع عمليات السك التالية:
- 1873 : 4,443,393
- 1874 : 4,511,607
- 1876 : 225,000

في عام 1881 سكت عملة جديدة بنفس الأبعاد والتكوين. على الوجه الأمامي، صورة كارول الأولى عادت بنفس النقش كما في عام 1870، واسم النقش KULLRICH في الأسفل. نقل شعار النبالة بالكامل إلى الجانب الخلفي، مع اسم الدولة في الأعلى والطائفة مقسمة على كلا الجانبين. وضعت سنة سك العملة أسفل شعار النبالة، مع علامة السك "V" لمدينة فيينا، النمسا على اليسار وسنبلة القمح لدار سك العملة في بوخارست في رومانيا على اليمين. كان هناك إجمالي سك 1.8 مليون قطعة نقدية، بعضها يحمل علامة دار سك العملة "B" لمدينة بوخارست بدلاً من "V".

### مملكة رومانيا

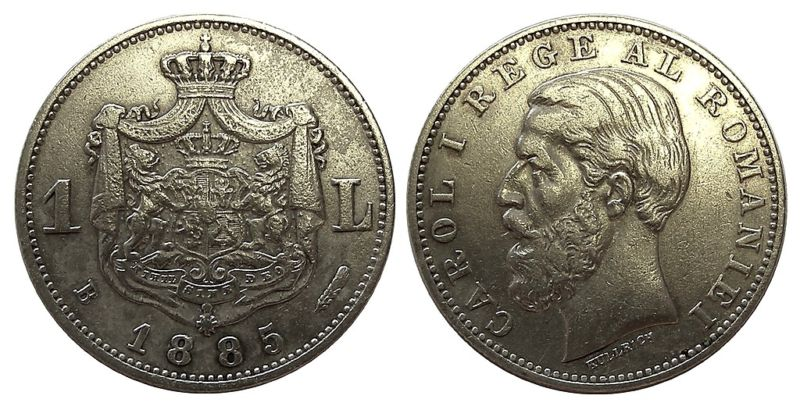
كلا وجهي عملة بقيمة ليو واحد من عام 1885 تحمل صورة الملك كارول الأول ملك رومانيا على الوجه الأمامي

في عام 1884، بسبب إنشاء مملكة رومانيا في عام 1881، قُرأ النص حول كارول الأول CAROL I REGE AL ROMANIEI (كارول الأول ملك رومانيا). أُزيل اسم الدولة من أعلى الوجه الخلفي للعملة، وحملت جميع العملات المعدنية علامة دار سك العملة "B" الخاصة ببوخارست. المواصفات ظلت كما هي. شهد العام الأول للإنتاج، 1884، سك مليون عملة معدنية، مع 400 ألف في العام التالي.
استأنف إنتاج العملات المعدنية من فئة ليو واحد في عام 1894 بـ 1.5 مليون دولار سكت في بروكسل. على الوجه الأمامي للعملة، غُيرت صورة كارول الأولى إلى نسخة جديدة، مع اسم النقش أ. شارف أسفلها. ارجع اسم الدولة إلى أعلى الوجه الخلفي. بعد عام 1894 لم تسك العملة حتى عام 1900، في هامبورغ، ألمانيا، مع 798,800 في عام 1900 و369,614 في عام 1901.
في عام 1906، سك 2.5 مليون واحد ليو للاحتفال بالذكرى الأربعين لحكم كارول الأول. يحمل الوجه صورة له في عام 1906، مع نقش CAROL I REGE AL ROMANIEI و "1866–1906" حوله. كانت أسفل الصورة الأحرف الأولى من اسم ألفونس ميشو "AM"، وهو كبير النقاشين في دار سك العملة في بروكسل. يظهر على الوجه الآخر صورة كارول الأول في عام 1866 مع نقش CAROL I DOMNUL ROMANIEI وفي الأسفل علامة النقاش A. MICHAUX والفئة.
غُير تصميم العملة المعدنية ذات فئة ليو واحد في عام 1910. على الوجه الأمامي، قُسم العنوان على جانبي كارول الأولى مع اسم النقش، TASSET في الأسفل. على الوجه الأمامي كانت هناك امرأة تمشي، مع اسم الدولة في الزاوية اليسرى العليا، والفئة في أعلى اليمين، السنة في أسفل اليمين، واسم النقاش (كوستاش) باساراب في أسفل اليسار. كان التصميم الخلفي مماثلاً لتصميم العملة الفرنسية ذات الفرنك الواحد، حيث كانت الدولتان عضوين في الاتحاد النقدي اللاتيني. سكت العملات المعدنية في بروكسل وهامبورغ، حيث كانت العملات المعدنية في بروكسل تحتوي على 106 قصبة على الحافة مقارنة بـ 102 من هامبورغ. استمر سك العملة حتى عام 1914 ولم تُسك أي عملة لعام 1913.
سكت العملة المعدنية التالية من فئة الليو في عام 1924، وتغيرت مواصفاتها. قلص القطر إلى 21 ملم، والتركيب إلى 75% نحاس و25% نيكل، مما أدى إلى تقليص الكتلة إلى 3.5 غرام. كان الوجه الأمامي يحمل شعار النبالة مع اسم الدولة أعلاه والسنة أدناه، مع ثلاثة نجوم على كل جانب. كان الجانب الخلفي من العملة يحمل إكليلًا من القمح في الأسفل، مع الفئة BUN PENTRU (صالح لـ) 1 ليو. سك مليون قطعة نقدية في بروكسل و1,007,255 في بواسي، فرنسا. لم تكن عملات بروكسل تحمل علامة مميزة، لكن عملات بواسي كانت تحمل علامة البرق تحت الفئة.
في عام 1938 غُير التصميم مرة أخرى إلى قطر 18 ملم وكتلة 2.75 غرام، مع تكوين 80٪ من النحاس، 19٪ من الزنك، و 1٪ من النيكل. على الوجه الأمامي، كان تاج رومانيا في الوسط مع اسم الدولة أعلاه. في الأسفل كان العام، إكليل الغار، والبلوط. كان الوجه الخلفي للعملة يحمل فئة مقسمة على جانبي كوز الذرة، مع اسم النقش I. Jalea أسفله. صدر ما مجموعه 36 مليونًا في عام 1938 واستمر الإنتاج كل عام حتى عام 1941.

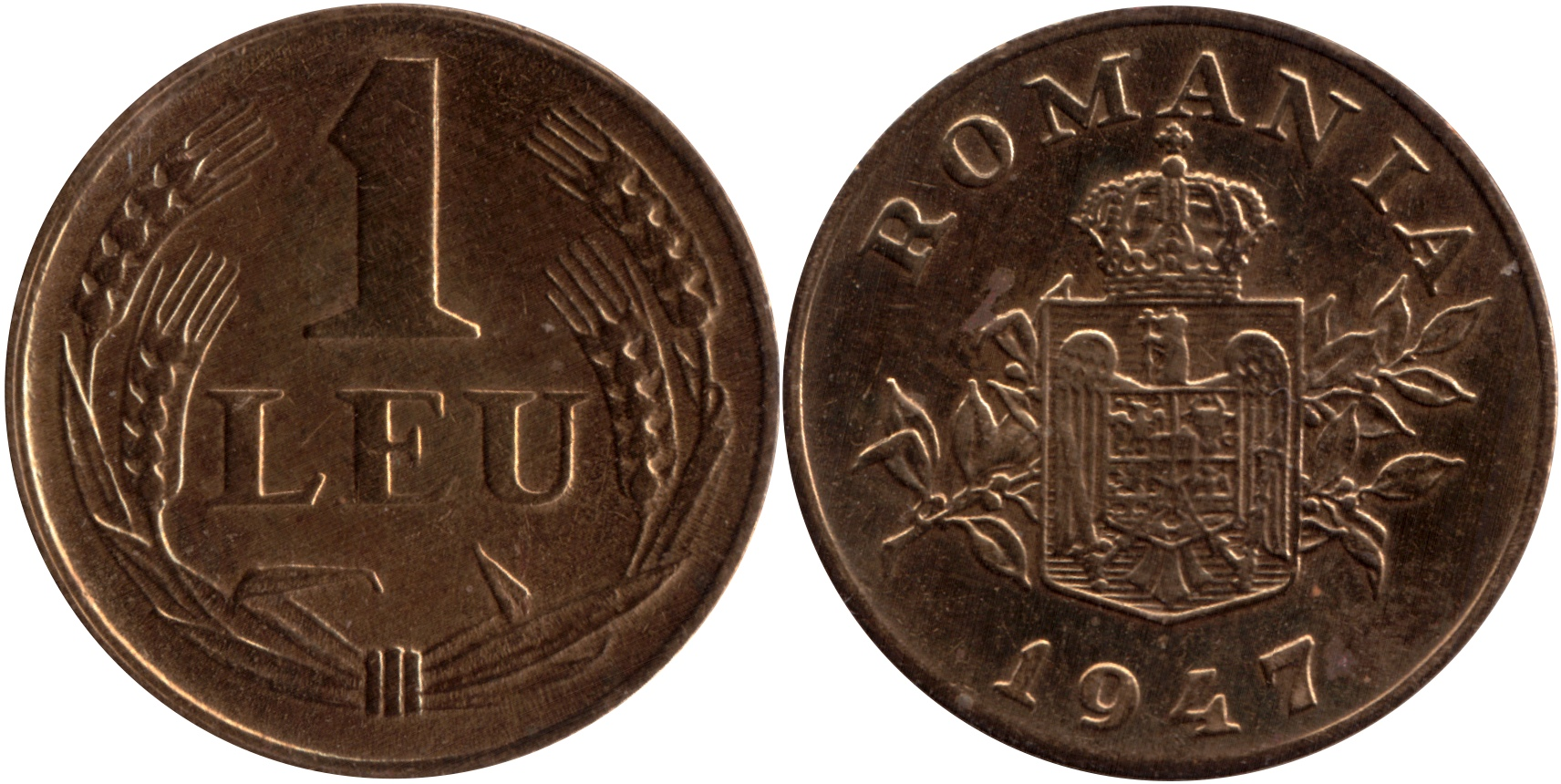
عملة 1 ليو من عام 1947

أعيد طرح عملة الليو في عام 1947. كان لها نفس قطر العملة المعدنية السابقة من فئة ليو واحد، ولكن بسبب التركيبة الجديدة المكونة من 63% نحاس و37% زنك، انخفض وزنها إلى 2.5 غرام. يحمل الوجه الأمامي شعار الدولة الجديد مع اسم الدولة أعلاه والسنة أدناه، ويحمل الوجه الخلفي الفئة بين حزم القمح. سك ما مجموعه حوالي 90 مليون من هذه العملات المعدنية، بين العاصمة الرومانية بوخارست والعاصمة المجرية بودابست.

### جمهورية رومانيا الشعبية
بعد إعلان جمهورية رومانيا الشعبية في 30 ديسمبر 1947، سكت عملة معدنية جديدة بالكامل في عام 1949، بقطر 16 ملم ووزن 1.83 غرام. تتكون من 70% من النحاس و30% من الزنك، وسكت كل عام حتى عام 1951. ويظهر على الوجه الأمامي للعملة منصة نفطية وخلفها شروق الشمس، مع الاسم الرسمي للبلاد حولها. كتب اسم النقاش، H. IONESCU ، أدناه. كان الوجه الآخر أبسط، حيث كان الاسم والتاريخ في المنتصف.
في عام 1951، طرحت عملة جديدة بنفس تصميم إصدار 1949-1951 وسكت حتى عام 1952. صنعت من الألومنيوم وبالتالي كان وزنها 0.61 غرام.
كانت العملات الثلاث من عام 1947 إلى عام 1952 قانونية حتى الإصلاح النقدي في 28 يناير 1952.
في عام 1963 سكت عملة جديدة بقيمة ليو واحد، بقطر 24 ملم ووزن 5.06 غرام بسبب تركيبها من 5٪ قلب من النيكل و95٪ طلاء فولاذي. ويحمل الوجه الأمامي للعملة نسخة جديدة من شعار الدولة مع الاسم الرسمي للبلاد حوله، والتاريخ أسفله. ويحمل الوجه الخلفي الفئة، مشهد الزراعة، شروق الشمس، ومنصات النفط. وعلى الرغم من أن جميع العملات المعدنية تحمل تاريخ 1963، فقد سك ما مجموعه 79,100,000 عملة من عام 1963 إلى عام 1965.

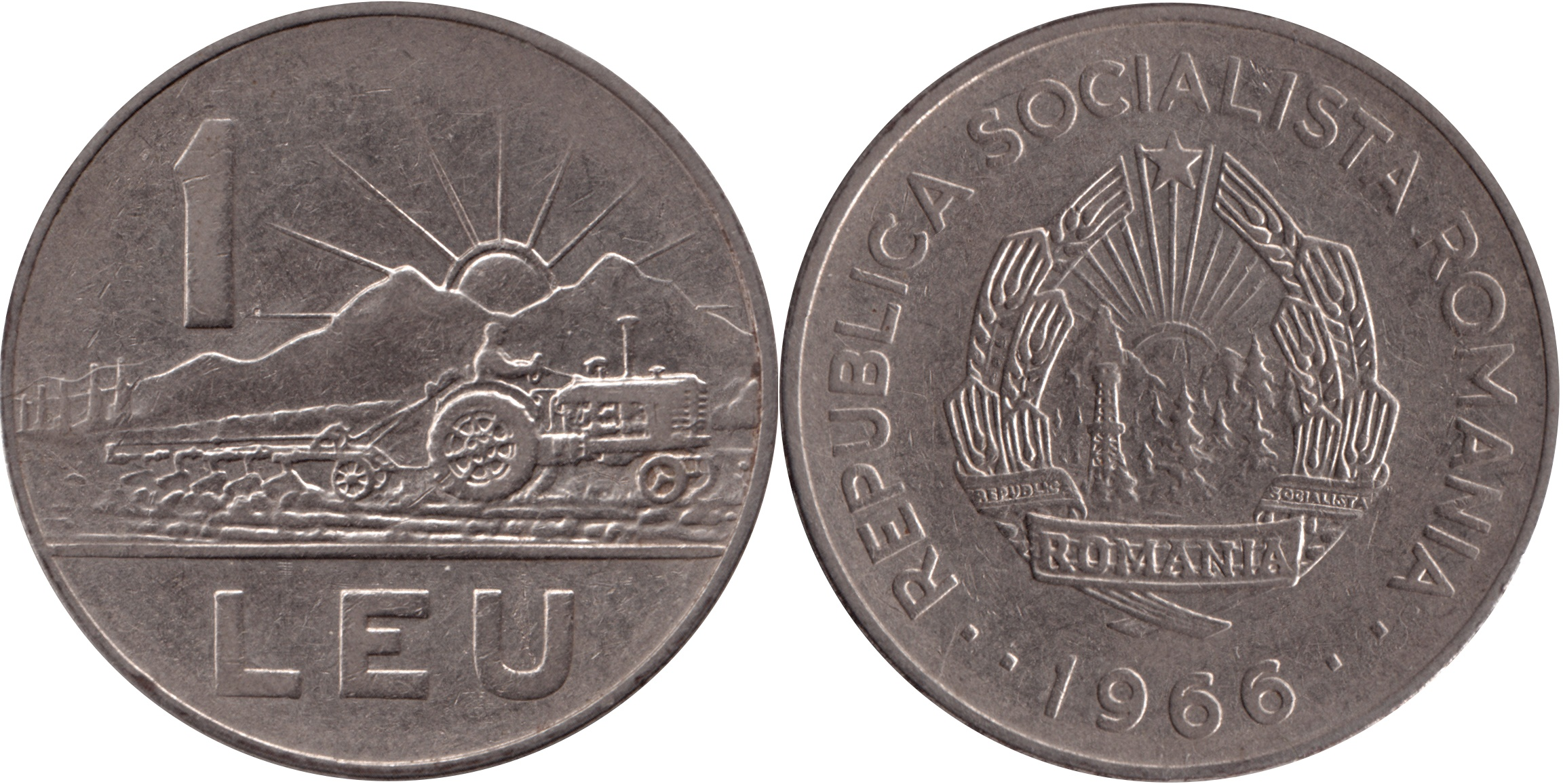
عملة 1 ليو من عام 1966

أصدرت جمهورية رومانيا الاشتراكية الجديدة عملة معدنية بقيمة ليو واحد، مطابقة تمامًا للعملة السابقة الصادرة عن جمهورية الشعب، مع تغيير اسم الدولة فقط على الوجه الأمامي. على الرغم من أن جميع هذه العملات المعدنية يعود تاريخها إلى عام 1966، إلا أنه سك ما مجموعه 75,437,000 قطعة حتى عام 1969.

### بعد الثورة الرومانية

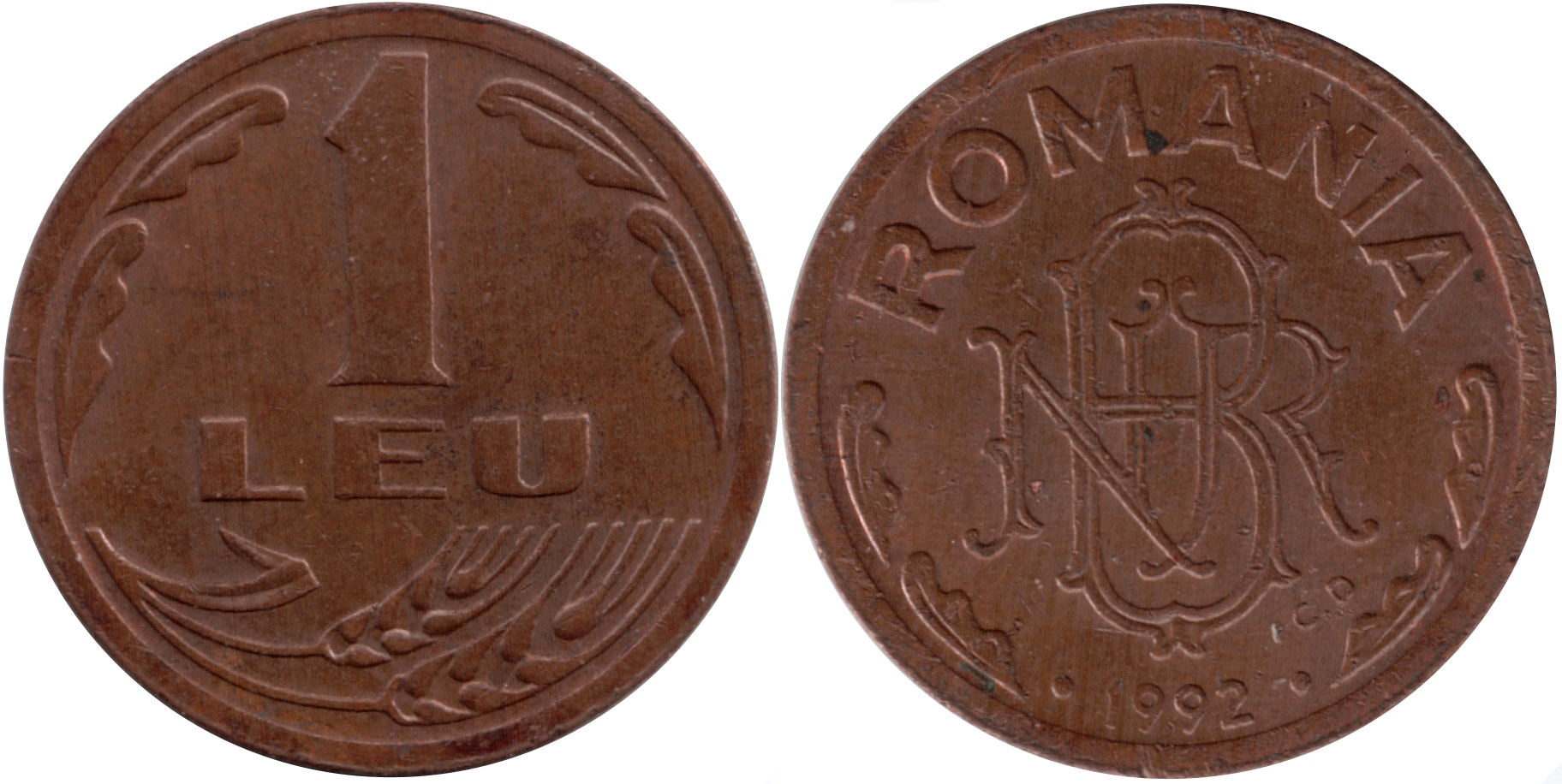
عملة 1 ليو من عام 1992

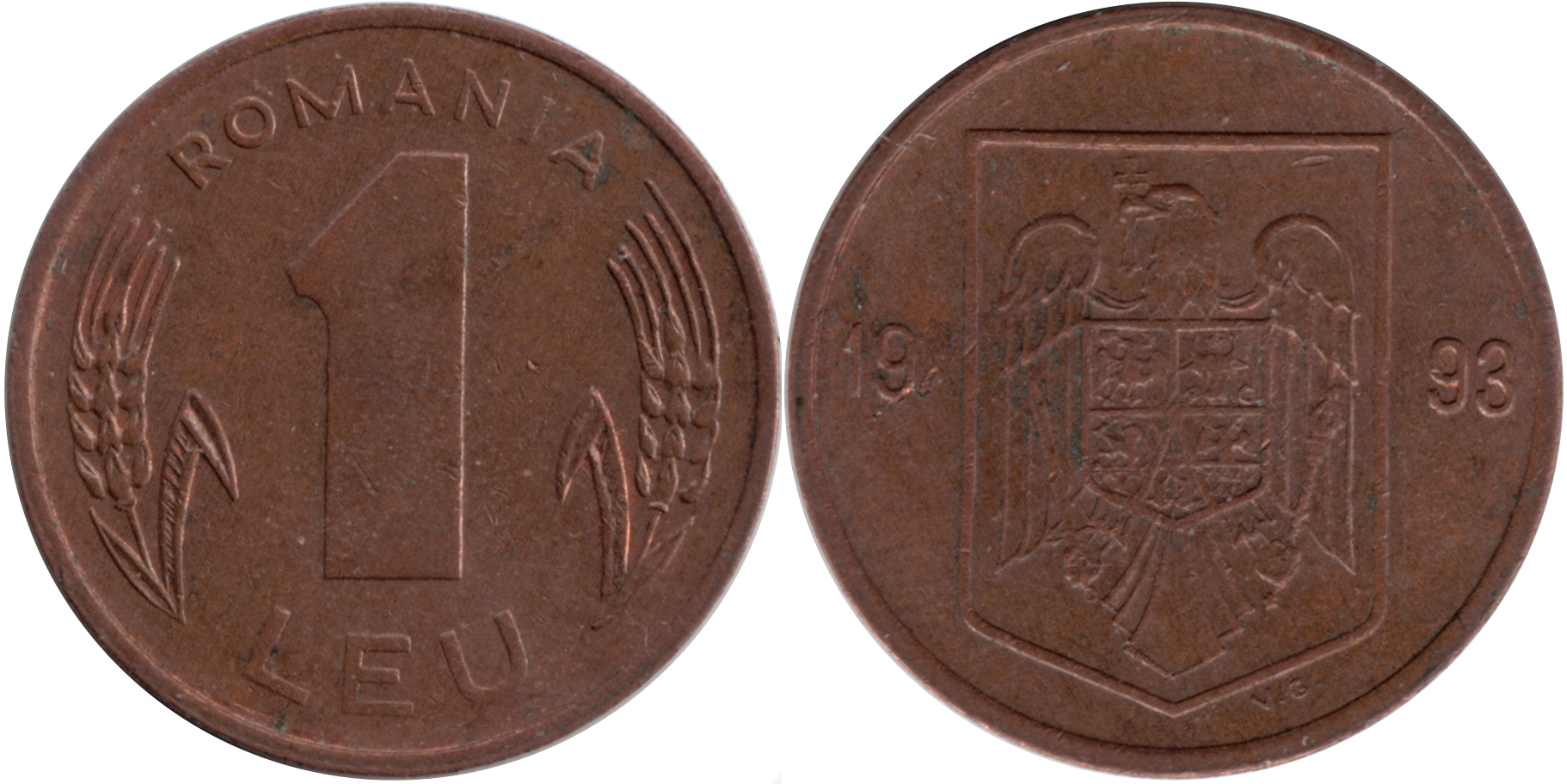
عملة 1 ليو من عام 1993

أصدرت رومانيا ما بعد الشيوعية عملة معدنية بقيمة ليو واحد في 25 نوفمبر 1992، وبلغ إجمالي عدد العملات المسكوكة 60 مليونًا. وكان قطرها 16 ملم، ووزنها 2.5 غرام، ومصنوعة من الفولاذ المطلي بالنحاس. كان الوجه الأمامي يحمل شعار البنك الوطني الروماني في المنتصف، محاطًا بأوراق البلوط مع اسم الدولة في الأعلى والسنة في الأسفل. كان الوجه الخلفي يحمل الفئة محاطة بأوراق البلوط وحزم القمح.
في 28 مايو 1993، وبالتوازي مع إصدار عام 1992، قُدمت عملة جديدة بقيمة 1 ليو بنفس الأبعاد والمواصفات مثل إصدار عام 1992. يحمل الوجه الأمامي للعملة شعار النبالة الروماني، مع تاريخ الإصدار مقسمًا على جانبي شعار النبالة. وضعت الأحرف الأولى من اسم النقاش، VG، من Vasile Gabor، في الجزء السفلي، إلى يمين شعار النبالة. وكان الجانب الخلفي للعملة يحمل القيمة الاسمية 1 ليو، مع سنابل قمح على جانبيها واسم الدولة، رومانيا، في الأعلى.
صدرت بين عامي 1993 و1996 وبلغت مبيعاتها 61 مليون قطعة في عام 1993، و10 ملايين قطعة في عام 1994، و2 مليون قطعة في عام 1995، و272 ألف قطعة في عام 1996.
منذ سقوط الشيوعية وإصلاح العملة في عام 2005، حيث أصبح كل 10000 ليو قديم يساوي ليو جديد واحد، لم تصدر أي عملات ليو للتداول العام؛ بل استخدمت ورقة نقدية صغيرة، حيث تعد فئة 50 باني العملة الأعلى قيمة في التداول.